# Дејан Млађеновић
Дејан Млађеновић (Краљево, 1961) српски је виолиста.

## Образовање
Дипломирао је 1985. и магистрирао 1988. студије виоле на Факултету музичке уметности, Универзитета уметности у Београду, са највишом оценом, у класи проф. Петра Ивановића.
На Conservatoire National Superieur de Musique у Паризу магистрирао је виолу у класи проф. Жерара Косеа (1990), а стекао је и звање магистра камерне музике (1991) у класи проф. Жана Мујера. Три и по године је био стипендиста француске владе.
Усавршавао се на мајсторским курсевима у класама Жерара Косеа и Јурија Башмета као стипендиста Academia Chigiana (1986.-87, Сијена), Григорија Жислина (1988, Грожњан), Џеси Ливајна (1990, Париз), и Емануела Вардија и Ривке Голани (1991.-92, Уједињено Краљевство).

## Концертна активност
Током студија у Београду на Факултету музичке уметности, био је члан Београдског гудачког оркестра „Душан Сковран“, са којим је наступао и као солиста. Касније у Француској, био је соло виола француског камерног националног оркестра, и свирао је са најбољим ансамблом за савремену музику на свету Pierre Boulez’s Ensemble Intercontemporain. Током боравка у Паризу одржао је више од четрдесет солистичких концерата.
Био је стални је члан трија „Голдберг“ (са Мајом Јовановић - виолина и Иштваном Варгом - виолончело).
Последњих неколико година, као солиста, Дејан Млађеновић је одржао више од 150 концерата са многим значајним камерним ансамблима, гудачким и симфонијским оркестрима, као и реситала са познатим пијанистима на свим значајнијим фестивалима широм Србије, као и у Француској, Шпанији, Норвешкој, Грчкој, Италији, БЈР Македонији, Румунији, Русији, Швајцарској, Уједињеном Краљевству (Лондон-Vigmore Hall; Оксфорд), Данској и САД (John Braun University; Pittsburg State University).
Реоснивач је и уметнички руководилац гудачког оркестра Камерата Академика, кога чине талентовани бивши и садашњи студенти, асистенти и професори новосадске Академије уметности, са којима неретко наступа и као солиста.

## Репертоар
На свом репертоару има сва значајнија дела за соло виолу, виолу и клавир, виолу и гудачки оркестар, виолу и симфонијски оркестар, виолу и симфонијски оркестар са хором, од барока до данашњих дана.
До сада, за њега је компоновано и њему је посвећено пет виолских концерата, више соната и других мањих форми за виолу и клавир, као и за соло виолу.

## Такмичења и награде
- Велики број награда за време школовања.
- Лауреат, Такмичење југословенских музичких уметника (1987, Загреб)
- Октобарска награда града Београда за студенте (1987)
- Четири награде за интерпретацију на Међународној трибини композитора (1992, 1993 — Сремски Карловци, Нови Сад; 1994 — Београд)
- Годишња награда Удружења музичких уметника Србије за концертно извођење (1994)
- Специјално признање, Прво Међународно такмичење виолиста (1994, Москва - Конзерваторијум Чајковски)

## Критике
Извођачки подвиг Дејана Млађеновића… Прави догађај сезоне остварен је на концерту оркестра Београдске филхармоније, којим је дириговао Константин Кримец представљајући са солистом Дејаном Млађеновићем Концерт за виолу и оркестар Алфреда Шниткеа. Поседујући изванредну техничку диспозицију, као и оригиналну уметничку имагинацију, укључујући темперамент, нерв, интуицију и укус, Дејан Млађеновић је солистичку деоницу Шниткеовог концерта освојио тријумфално.
(Милена Пешић, Политика (новине), Београд, 26. јануар 1993)
Дејан Млађеновић - велики мајстор свог инструмента спада у ред оних ретких извођача који делу удахњују неки особен живот, градећи извођачку креацију која потом постаје део идентитета самог дела, обличје које дело задржава и у будућности.
(Ана Стефановић, трећи програм Радио-Београда, 17. октобар 1992)
Дејан Млађеновић спада у ред инструменталиста који су остварили све оно што подразумева једна бриљантна уметничка каријера… Дејан Млађеновић представио је виолу као инструмент великог експресивног дијапазона. Инвентивна концепција камерног музицирања, била је усмерена на стилске и садржајне моменте, стварање атмосфере, истицање емоција кроз лепоту тона и динамичке контрасте, мада се у многим технички ефектним, а прецизно и убедљиво одсвираним одломцима виола Дејана Млађеновића одликовала виолинском окретношћу и виртуозношћу. Успостављајући усаглашену камерну сарадњу високог уметничког нивоа, Дејан Млађеновић и Милица Секулић су кроз емоцијама надахнуто музицирање оцртавали све оне звучне варијетете романтичарске експресивности – меланхолију, драматичност, патетику и резигнираност.
(Соња Цветковић, Приказ концерта Дејана Млађеновића (виола) и Милице Секулић (клавир), одржаног 14. маја 2008. у оквиру пројекта Национална концертна сезона у сали Факултета уметности у Нишу)
Уследило је још једно модерно дело за гудаче Алфреда Шниткеа „Монолог за виолу и гудачки оркестар“ у коме је изванредан солиста Дејан Млађеновић уметнички руководилац Камерате Академике добио бурне аплаузе публике.
(Извор: ТАНЈУГ, објавио Б92 19. априла 2011)

## Педагошка активност
Дејан Млађеновић је редовни професор виоле на Факултету музичке уметности, Универзитету уметности у Београду, а био је и доцент гудачког квартета на Академији уметности, Униоверзитета у Новом Саду.
Држао је мајсторске курсеве виоле и курсеве камерне музике у Србији, Норвешкој, Немачкој и САД (Pittsburg State University; University of Arkansas).
Дејан Млађеновић је снимао за радио и телевизијске станице у Француској, Шпанији, Грчкој, Норвешкој, Русији, Србији. До сада је снимио шест солистичких компакт-дискова и један DVD.
Дејан Млађеновић је најбољи српски виолиста, најбољи виолиста кога је Србија имала икада, а важи за једног од бољих у свету.